# Jure Robežnik
Jure Robežnik (ur. 23 sierpnia 1933 w Lublanie, zm. 7 października 2022) – słoweński pianista, kompozytor.

## Życiorys
Jure Robežnik urodził się w 1933 roku w Lublanie. Był pianistą i kompozytorem; skupiał się na jazzie i muzyce popularnej. Mimo braku wykształcenia muzycznego, był autorem ponad stu pięćdziesięciu utworów muzycznych.
Robežnik ukończył studia języka niemieckiego 1958 w Lublanie. W 2017 roku został odznaczony przez Stowarzyszenie Kompozytorów Słoweńskich Nagrodą Kozina.